# 五氟化锑
五氟化銻是化學式為 SbF5 的无机化合物。它是無色黏稠液體，是很强的路易斯酸，而且是超強酸氟銻酸（目前所知最強的酸）的组分。這個化合物的一些有趣的特徵為它的路易斯酸性，它幾乎與目前已知的所有化合物產生反應。

## 結構和化學反應
在氣態時，SbF5 采取 D3h 对称群，为三角雙錐構型（如圖）。在液態和固態時結構更為複雜。液態時含有聚合物，且每個 Sb 都是八面體，其通式為 [SbF4(μ-F)2]n。在晶態時為四聚体，即化学式為 [SbF4(μ-F)]4。在四聚体的八元 Sb4F4 環中的 Sb-F 鍵长为 2.02 Å；对于其他与四個Sb相连的 F− 配體，其 Sb-F 键较短為 1.82 Å。 同族的 PF5 和 AsF5 在液態和固態時都為單體，可能是因為中心原子的體積較小，限制了配位數的缘故。BiF5 为聚合态。
SbF5 是很强的路易斯酸，对 F− 的亲合力尤其显著，生成很稳定的 [SbF6]− 阴离子。[SbF6]− 可继续与五氟化锑反应生成 [Sb2F11]−。
因此五氟化锑可增强 HF 的布朗斯特酸性，也可加强 F2 的氧化性。如五氟化锑存在下，氟气可将氧气氧化成 O2+：
SbF5  + ½F2  +  O2  →  [O2]+[SbF6]−
首次用化学方法制取氟气也利用了五氟化锑的强路易斯酸性，过程为：
2 SbF5  +  K2MnF6  →  2 KSbF6 + MnF3  +  0.5 F2
反应中的 K2MnF6 可通过 KMnO4、KF、HF 和 H2O2 反应制取。SbF5 对 F− 的强亲合力及 MnF4 的不稳定性使得制取氟气的反应可以发生，机理类似于“强酸制弱酸”，只不过酸为路易斯酸而已。

## 制备
五氟化锑可通过五氯化锑与无水氢氟酸的反应来制备：
{\displaystyle {\rm {SbCl_{5}+5HF\rightarrow SbF_{5}+5HCl\,}}}
也可以通过三氟化锑与氟气反应来制备。

## 安全性
SbF5和很多化合物劇烈反應，常常釋放有毒的氟化氫。它有剧毒，还是强氧化剂。